# Flastroff
Flastroff est une commune française située dans le département de la Moselle, en région Grand Est.

## Géographie
Le village de Flastroff est situé dans le nord du département de la Moselle, près de la frontière franco-allemande.

### Accès
| Waldwisse                       |           | Rehlingen-Siersburg (Allemagne) |
| Grindorff-Bizing, Waldweistroff | Flastroff | Schwerdorff                     |
| Bibiche                         | Colmen    |                                 |

### Écarts et lieux-dits
- Zeurange.

### Géologie
Des plus anciennes couches aux plus récentes:
- Calcaires à Cératites du Muschelkalk
- Dolomies de la lettenkohle
- Marnes bariolées
- Marnes irisées du Keuper

### Hydrographie
La commune est située dans le bassin versant du Rhin au sein du bassin Rhin-Meuse. Elle est drainée par le ruisseau de Weistroff, le ruisseau Remel, le ruisseau de Waldwisse et le ruisseau l'Eschbach.
Le ruisseau de Weistroff, d'une longueur totale de 10,1 km, prend sa source dans la commune de Laumesfeld et se jette  dans le Remel sur la commune, après avoir traversé quatre communes.
Le Remel, d'une longueur totale de 15,2 km, prend sa source dans la commune de Kirschnaumen et se jette  dans la Nied en Allemagne, après avoir traversé six communes.

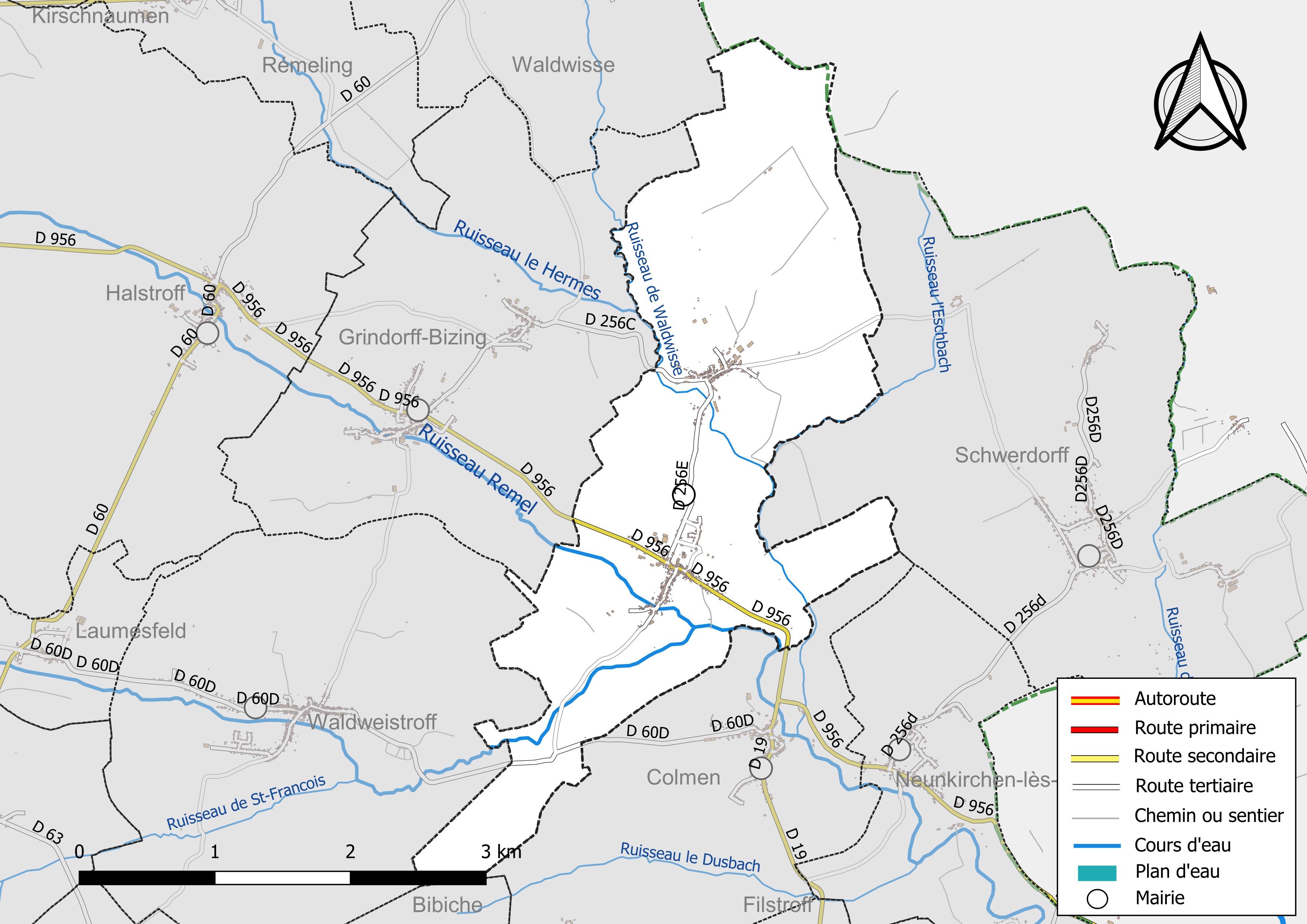
Réseaux hydrographique et routier de Flastroff.

La qualité des eaux des principaux cours d’eau de la commune, notamment du ruisseau de Weistroff et du ruisseau Remel, peut être consultée sur un site spécial géré par les agences de l’eau et l’Agence française pour la biodiversité.

### Climat
Pour des articles plus généraux, voir Climat du Grand Est et Climat de la Moselle.
En 2010, le climat de la commune est de type climat des marges montargnardes, selon une étude du Centre national de la recherche scientifique s'appuyant sur une série de données couvrant la période 1971-2000. En 2020, Météo-France publie une typologie des climats de la France métropolitaine dans laquelle la commune est exposée à un climat semi-continental et est dans la région climatique  Lorraine, plateau de Langres, Morvan, caractérisée par un hiver rude (1,5 °C), des vents modérés et des brouillards fréquents en automne et hiver. 
Pour la période 1971-2000, la température annuelle moyenne est de 9,6 °C, avec une amplitude thermique annuelle de 16,9 °C. Le cumul annuel moyen de précipitations est de 831 mm, avec 12,5 jours de précipitations en janvier et 9,7 jours en juillet. Pour la période 1991-2020, la température moyenne annuelle observée sur la station météorologique de Météo-France la plus proche, « Malancourt », sur la commune d'Amnéville à 31 km à vol d'oiseau, est de 10,2 °C et le cumul annuel moyen de précipitations est de 884,1 mm. 
La température maximale relevée sur cette station est de 39,3 °C, atteinte le 25 juillet 2019 ; la température minimale est de −17,9 °C, atteinte le 5 janvier 1985,,. 
Les paramètres climatiques de la commune ont été estimés pour le milieu du siècle (2041-2070) selon différents scénarios d'émission de gaz à effet de serre à partir des nouvelles projections climatiques de référence DRIAS-2020. Ils sont consultables sur un site spécial publié par Météo-France en novembre 2022.

## Urbanisme

### Typologie
Au 1er janvier 2024, Flastroff est catégorisée commune rurale à habitat dispersé, selon la nouvelle grille communale de densité à sept niveaux définie par l'Insee en 2022.
Elle est située hors unité urbaine et hors attraction des villes,.

### Occupation des sols
L'occupation des sols de la commune, telle qu'elle ressort de la base de données européenne d’occupation biophysique des sols Corine Land Cover (CLC), est marquée par l'importance des territoires agricoles (80,5 % en 2018), en diminution par rapport à 1990 (84,3 %). La répartition détaillée en 2018 est la suivante : 
terres arables (47,4 %), zones agricoles hétérogènes (32,7 %), forêts (15,7 %), zones urbanisées (3,8 %), prairies (0,4 %). L'évolution de l’occupation des sols de la commune et de ses infrastructures peut être observée sur les différentes représentations cartographiques du territoire : la carte de Cassini (XVIIIe siècle), la carte d'état-major (1820-1866) et les cartes ou photos aériennes de l'IGN pour la période actuelle (1950 à aujourd'hui).

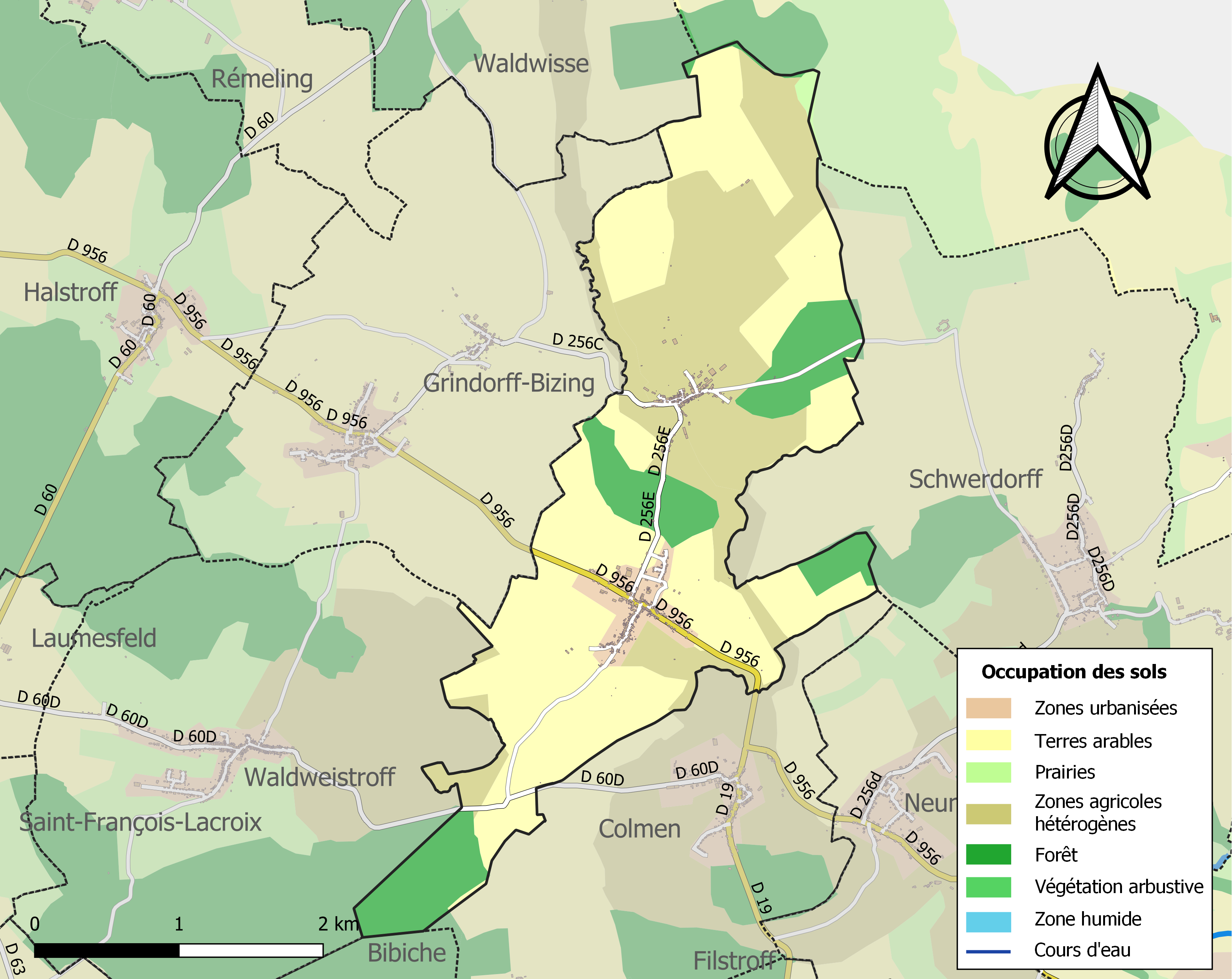
Carte des infrastructures et de l'occupation des sols de la commune en 2018 (CLC).

## Toponymie

### Flastroff
Fladesdorpht (1182) ; Flaistorf, Flosdorf propè Busendorf (1184) ; Flachstorff (1594) ; Flestroff (1617) ; Flostroff (1625) ; Flostroff (1689) ; Flasdorf (1708) ; Flastroff (1793) ; Flasdorf (1871-1918).
- En allemand: Flosdorf[15]. En francique lorrain : Flooschtroff et Flueschdrëf.

### Zeurange
Soeringas (720), Sireringa (XIe siècle), Zuringa (XIe siècle), Zuringen (1594), Xoirange (1680), Zeringen (1682), Zerrange (1698), Souringen (1756), Souringes (1762), Zérange (1779).
- En allemand: Suringen[15]. En francique lorrain : Seiréngen/Zeiréngen et Zairengen.

### Sobriquets
Sobriquets anciens désignant les habitants de la commune :
- Di Flooschtrowwer Grundeln (les têtards de Flastroff).
- Di Zeiringer Béck (les boucs de Zeurange).

## Histoire
La découverte de substructions romaines atteste d'une présence humaine sur la commune depuis l'Antiquité. En 1859, l'abbé Curicque mit au jour dans la forêt de Flastroff, au lieu-dit  Keller, des tessons de sigillée, des ossements calcinés, des plaques de ciment rouge, des débris de fresques, des carreaux en terre cuite, des fragments de tuiles et des briques. Vers 1842, des tuiles et des monnaies avaient été découvertes au lieu-dit Eichelhaeuser à Zeurange et Kleinheid à Flastroff.
Nécropole mérovingienne.
Le village fut rattaché à la France en 1681. Après avoir appartenu à l'abbaye bénédictine de Prüm en Allemagne, le village est devenu propriété de la seigneurie de la Chartreuse de Rettel. Une partie dépendait de la seigneurie de Zœurange en 1682, le 21 août 1812 la commune est réunie à Waldwiesedorf, pour redevenir commune avec Zeurange le 14 avril 1847.
La visite canonique de 1760 signale la présence d'une chapelle, dédiée à saint Éloi, sur une butte à un kilomètre au sud du village. Elle était entretenue par un ermite. En 1734, elle était assez grande mais pauvre en ornements, le comte Duhan en était le collateur de la dîme. En 1766, on cite la beauté du site et de l'ermitage, en 1781 on posera une cloche que l'on retrouvera au pensionnat de Rustroff. En 1854, on décide d'y construire une église sous l'impulsion de l'abbé J.-M. Curique (1827-†1892), la construction durera jusqu'en 1861.

## Politique et administration
| Période                                  | Période   | Identité         | Étiquette | Qualité |
| ---------------------------------------- | --------- | ---------------- | --------- | ------- |
| Les données manquantes sont à compléter. |           |                  |           |         |
| mars 1977                                | mars 2001 | Roland Mansion   |           |         |
| mars 2001                                | mars 2014 | Christian Kuhn   | DVD       |         |
| mars 2014                                | En cours  | Roland Schneider |           |         |

## Population et société

### Démographie
L'évolution du nombre d'habitants est connue à travers les recensements de la population effectués dans la commune depuis 1800. Pour les communes de moins de 10 000 habitants, une enquête de recensement portant sur toute la population est réalisée tous les cinq ans, les populations de référence des années intermédiaires étant quant à elles estimées par interpolation ou extrapolation. Pour la commune, le premier recensement exhaustif entrant dans le cadre du nouveau dispositif a été réalisé en 2006.

En 2022, la commune comptait 371 habitants, en évolution de +15,22 % par rapport à 2016 (Moselle : +0,52 %, France hors Mayotte : +2,11 %).
| 1800 | 1806 | 1861 | 1866 | 1871 | 1875 | 1880 | 1885 | 1890 |
| ---- | ---- | ---- | ---- | ---- | ---- | ---- | ---- | ---- |
| 202  | 235  | 575  | 563  | 531  | 541  | 549  | 537  | 517  |

| 1895 | 1900 | 1905 | 1910 | 1921 | 1926 | 1931 | 1936 | 1946 |
| ---- | ---- | ---- | ---- | ---- | ---- | ---- | ---- | ---- |
| 507  | 477  | 487  | 487  | 461  | 452  | 427  | 450  | 410  |

| 1954 | 1962 | 1968 | 1975 | 1982 | 1990 | 1999 | 2006 | 2011 |
| ---- | ---- | ---- | ---- | ---- | ---- | ---- | ---- | ---- |
| 403  | 409  | 398  | 370  | 371  | 357  | 330  | 302  | 311  |

| 2016 | 2021 | 2022 | - | - | - | - | - | - |
| ---- | ---- | ---- | - | - | - | - | - | - |
| 322  | 355  | 371  | - | - | - | - | - | - |

## Culture locale et patrimoine

### Manifestations culturelles et festivités
Tous les 25 juin, a lieu le grand pèlerinage de Saint-Éloi. Les pèlerins quittent leur domicile la veille. Tout au long du chemin, ils tiennent par la bride leurs chevaux et récitent le chapelet. Arrivés au sanctuaire, ils écoutent les vêpres et font de multiples prières. Le lendemain, la messe est précédée d'un hymne solennel. Pendant ce temps, les chevaux sont promenés en procession autour de la chapelle. Quand on passe devant la porte de la chapelle laissée grande ouverte, chaque cultivateur fait une génuflexion en direction de l'autel. Si l'animal est absent, son propriétaire lui coupe les plus beaux crins et fait la procession en les tenant à la main. À la fin de la cérémonie, il les dépose sur les marches de l'autel. Après l'office, le prêtre bénit de l'eau contenue dans une grande cuve et, avant de rentrer chez eux, les pèlerins en remplissent de petites bouteilles. Ce liquide sera versé dans la boisson des chevaux malades.

### Lieux et monuments

#### Édifices civils
- Vestiges gallo-romains : tuiles, monnaies.

#### Édifices religieux

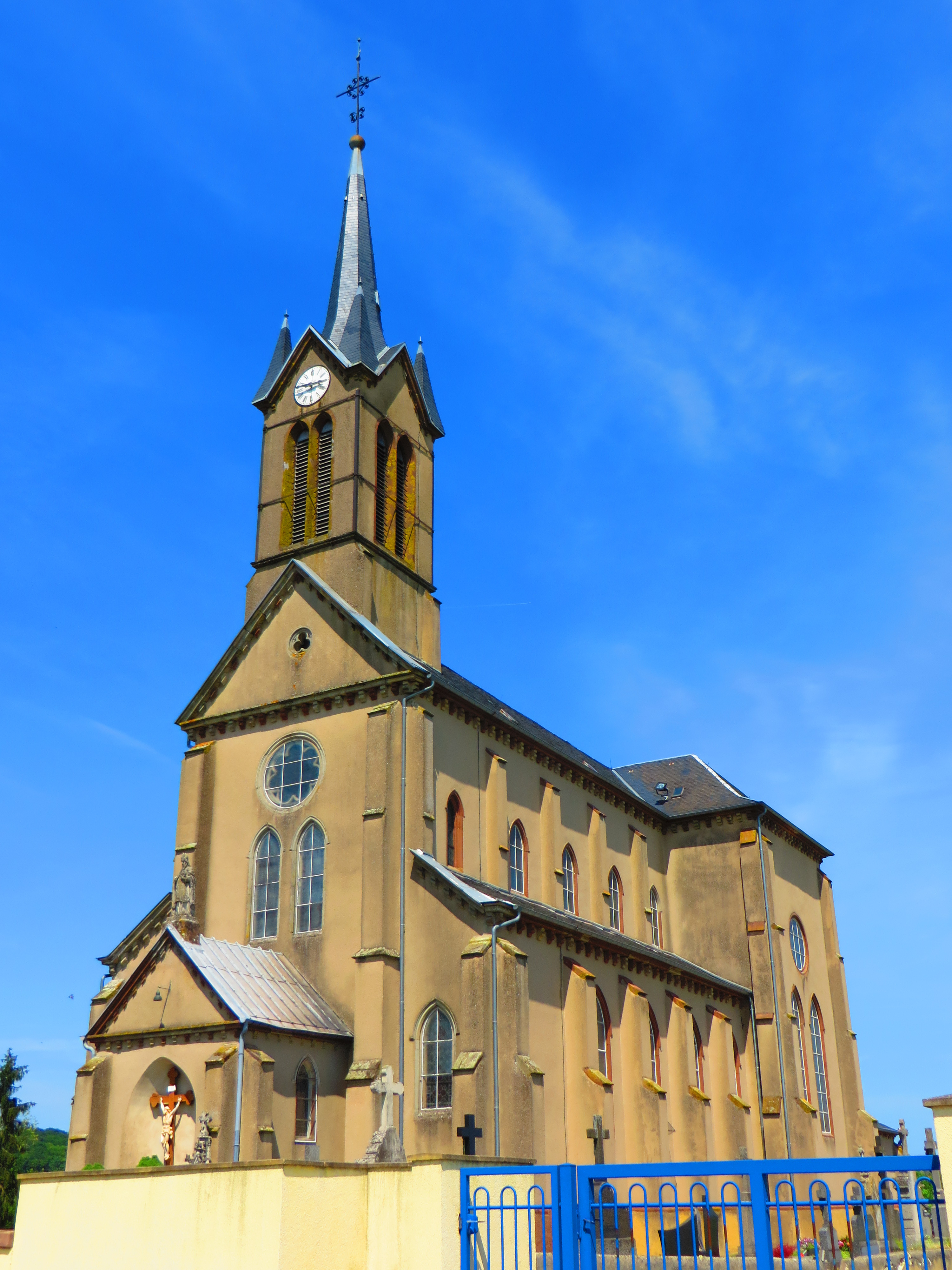
Église Saint-Éloi de Flastroff.

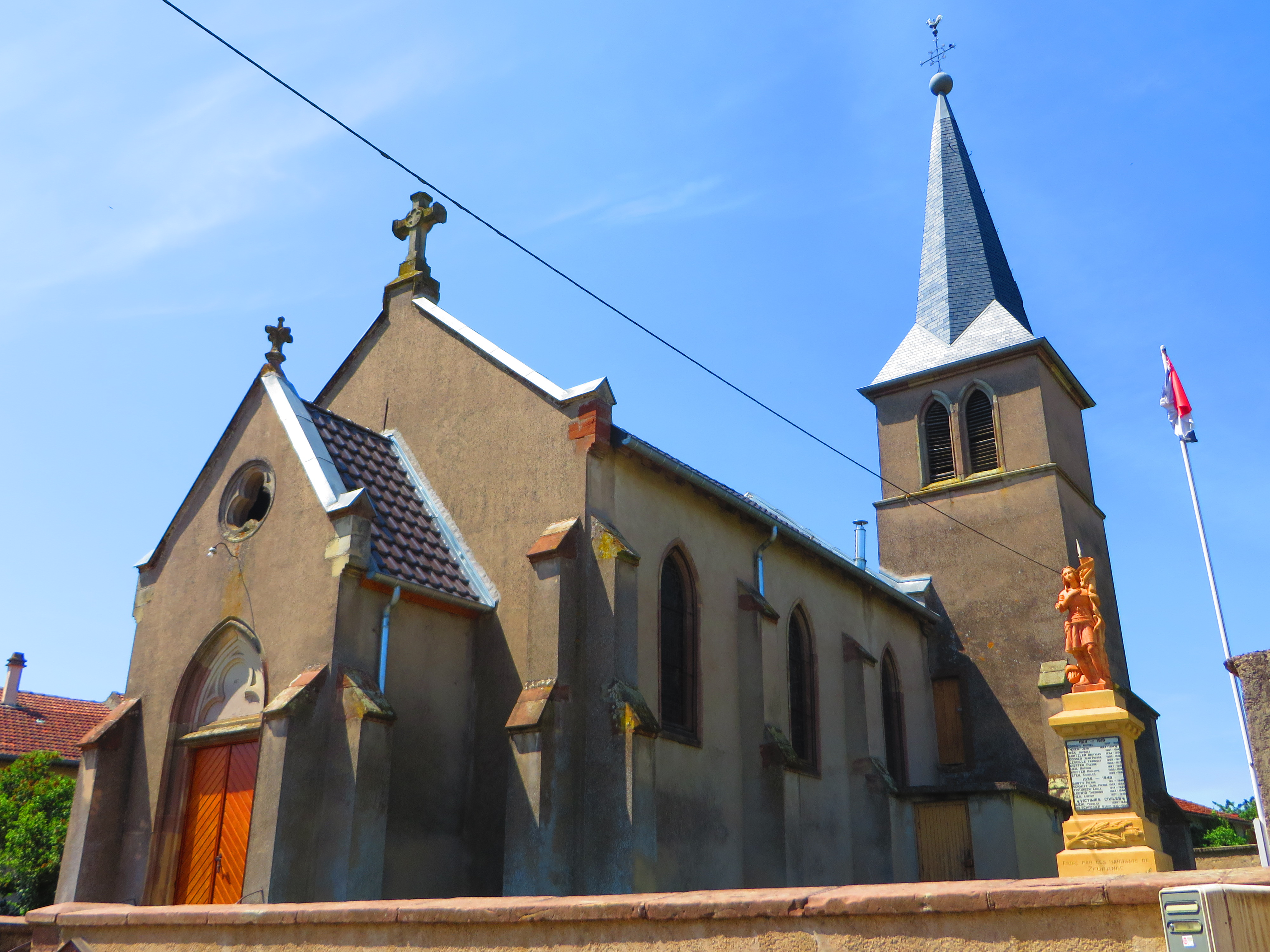
Chapelle Saint-Gall de Zeurange.

- Église paroissiale néo-gothique Saint-Éloi, a remplacé la chapelle Saint-Éloi avec ermitage, datant du milieu du XVIIIe siècle. L'église actuelle fut reconstruite de 1858 à 1866. La première pierre fut posée en 1861 et la consécration eut lieu le 3 juillet 1865 (but d'un pèlerinage au cours duquel se faisait la bénédiction des chevaux, aujourd'hui des tracteurs agricoles).
- Chapelle Saint-Gall de Zeurange, remplace une ancienne chapelle ; la chapelle actuelle a été construite en 1887.

## Pour approfondir